# Humble Bundle
A Humble Indie Bundle egy olyan kezdeményezés, melynek során független fejlesztésű (indie) videójátékokból összeállított csomagokat digitális másolásvédelmi eljárás nélkül, több platformra (Windows, Linux, Mac OS X, később pedig az Android is felkerült a támogatott operációs rendszerek közé) kínálják annyiért, amennyit a felhasználó hajlandó fizetni érte. A vásárló dönti el, hogy a kifizetett összegből milyen arányban részesüljenek a fejlesztők, a jótékonysági szervezetek (Child's Play, Electronic Frontier Foundation) illetve a csomagokat összeállító Humble Bundle cég. Az akciók mindig egy előre meghatározott ideig élnek.
Az első ilyen akciót a Wolfire Games szervezte meg és indította útjára. Ettől fogva viszont a külön erre a célra létrehozott Humble Bundle Inc. bonyolította le a további projekteket. Eddig 11 ilyen csomag jelent meg és 12 millió dollárt meghaladó összbevételt produkált.
2011 decemberében elindult a Humble Indie Bundle 4 csomag, mellyel azonban sokan visszaéltek és pár centért vásárolták meg, hogy a Steam rendszerén keresztül aktiválható kulcsokat kapjanak, ezért ettől fogva ezek a kulcsok csak egy dollár feletti összeg fizetése esetén válnak elérhetővé. (A Steam a karácsonyi akciójának keretében ingyen ajándékokat osztogatott szét felhasználói közt bizonyos feltételek teljesülése esetén, ezekhez viszont csak teljes értékű felhasználói fiókkal lehetett hozzáférni, amihez valamilyen vásárolt játékra vagy egy kulcs aktiválására volt szükség.)
Az Android operációs rendszeren elérhető játékok frissítéséről a Humble Bundle Android app nevű (egyelőre béta fázisban lévő) alkalmazás gondoskodik, melyhez a program által generált aktivációs kóddal lehet a megvásárolt csomagokat hozzárendelni.

## Humble Indie Bundle csomagok
| Bundle                             | Időtartam | Játékok                                                                 | Fejlesztő                           | Megjelenés éve             | Eladások       |
| ---------------------------------- | --- | ----------------------------------------------------------------------- | ----------------------------------- | -------------------------- | -------------- |
| Humble Indie Bundle 1              | 2010. május 4. és 10. között | Aquaria                                                                 | Bit Blot                            | 2007                       | 1,27+ millió $ |
| Humble Indie Bundle 1              | 2010. május 4. és 10. között | Gish                                                                    | Cryptic Sea                         | 2004                       | 1,27+ millió $ |
| Humble Indie Bundle 1              | 2010. május 4. és 10. között | Lugaru HD                                                               | Wolfire Games                       | 2005                       | 1,27+ millió $ |
| Humble Indie Bundle 1              | 2010. május 4. és 10. között | Penumbra: Overture                                                      | Frictional Games                    | 2007                       | 1,27+ millió $ |
| Humble Indie Bundle 1              | 2010. május 4. és 10. között | Samorost 2                                                              | Amanita Design                      | 2007                       | 1,27+ millió $ |
| Humble Indie Bundle 1              | 2010. május 4. és 10. között | World of Goo                                                            | 2D Boy                              | 2008                       | 1,27+ millió $ |
| Humble Indie Bundle 1              | - A Samorost 2 május 9-én került be a csomagba. - A sikerek hatására az Aquaria, a Gish, a Lugaru HD és a Penumbra játékokat nyílt forráskódúvá tették. - 2010. december 9-én a Samorost 2 kivételével a játékokat a Steam rendszerén keresztül is aktiválhatták a vásárlók. 2011. június 1-jén a Samorost 2 is elérhetővé vált Steamen. - A Samorost 2 mellett a vásárló a játék különálló soundtrackjét is megkapta. - Az akció során a Penumbra sorozat többi tagja kedvezőbb áron volt megvásárolható. |                                                                         |                                     |                            |                |
| Humble Indie Bundle 2              | 2010. december 14. és 24. között | Braid                                                                   | Jonathan Blow Number None Studios   | 2008                       | 1,8+ millió $  |
| Humble Indie Bundle 2              | 2010. december 14. és 24. között | Machinarium                                                             | Amanita Design                      | 2009                       | 1,8+ millió $  |
| Humble Indie Bundle 2              | 2010. december 14. és 24. között | Osmos                                                                   | Hemisphere Games                    | 2009                       | 1,8+ millió $  |
| Humble Indie Bundle 2              | 2010. december 14. és 24. között | Revenge of the Titans                                                   | Puppy Games                         | 2011                       | 1,8+ millió $  |
| Humble Indie Bundle 2              | 2010. december 14. és 24. között | Cortex Command                                                          | Data Realms LLC                     | Jelenleg béta fázisban van | 1,8+ millió $  |
| Humble Indie Bundle 2              | - Akik december 22. előtt vásárolták meg vagy az átlag felett fizettek a csomagért, azok az első bundlet is megkapták mellé. - A Cortex Command és a Revenge of the Titans az akció során még nem volt teljesen kész, a végső verziókat viszont elérhetővé teszik a vásárlók számára, amint kész lesz. - A Revenge of the Titans grafikus motorja a sikerek hatására nyílt forráskódú lesz. - A Machinarium, az Osmos és a Revenge of the Titans is külön tartalmazta a játékok zenei anyagát. - A Cortex Command és a Revenge of the Titans kivételével az összes játék Steam kulcsokat kapott. (Utóbbi 2011. március 17-én az összes vásárló számára automatikusan elérhetővé vált, míg a Cortex Command még nem készült el.) |                                                                         |                                     |                            |                |
| Humble Frozenbyte Bundle           | 2011. április 12. és 26. között | Shadowgrounds                                                           | Frozenbyte                          | 2005                       | 0,9+ millió $  |
| Humble Frozenbyte Bundle           | 2011. április 12. és 26. között | Shadowgrounds Survivor                                                  | Frozenbyte                          | 2007                       | 0,9+ millió $  |
| Humble Frozenbyte Bundle           | 2011. április 12. és 26. között | Trine                                                                   | Frozenbyte                          | 2009                       | 0,9+ millió $  |
| Humble Frozenbyte Bundle           | 2011. április 12. és 26. között | Jack Claw                                                               | Frozenbyte                          | Prototípus                 | 0,9+ millió $  |
| Humble Frozenbyte Bundle           | 2011. április 12. és 26. között | Splot                                                                   | Frozenbyte                          | Előrendelés                | 0,9+ millió $  |
| Humble Frozenbyte Bundle           | - Steam és Desura kulcsok, a Splot és a Jack Claw játékokat leszámítva, a Trine című játékot pedig az OnLive rendszerén keresztül is elérhetővé tették. - A Shadowgrounds és a Shadowgrounds Survivor forráskódját 0,7 millió dollárnál elérhetővé tették. - A Trine egy pályaszerkesztővel bővült. - A Splot demója. |                                                                         |                                     |                            |                |
| Humble Indie Bundle 3              | 2011. július 26. és augusztus 9. között | And Yet It Moves                                                        | Broken Rules                        | 2009                       | 2,16+ millió $ |
| Humble Indie Bundle 3              | 2011. július 26. és augusztus 9. között | Atom Zombie Smasher                                                     | Blendo Games                        | 2011                       | 2,16+ millió $ |
| Humble Indie Bundle 3              | 2011. július 26. és augusztus 9. között | Cogs                                                                    | Lazy 8 Studios                      | 2009                       | 2,16+ millió $ |
| Humble Indie Bundle 3              | 2011. július 26. és augusztus 9. között | Crayon Physics Deluxe                                                   | Kloonigames                         | 2009                       | 2,16+ millió $ |
| Humble Indie Bundle 3              | 2011. július 26. és augusztus 9. között | Hammerfight                                                             | Kranx Productions                   | 2009                       | 2,16+ millió $ |
| Humble Indie Bundle 3              | 2011. július 26. és augusztus 9. között | Steel Storm                                                             | Kot-in-Action Creative Artel        | 2010                       | 2,16+ millió $ |
| Humble Indie Bundle 3              | 2011. július 26. és augusztus 9. között | VVVVVV                                                                  | Terry Cavanagh                      | 2010                       | 2,16+ millió $ |
| Humble Indie Bundle 3              | - Akik augusztus 3-a előtt vásárolták meg vagy az átlag felett fizettek, azok a 2. bundle tartamához is hozzájutottak. - Steam és Desura kulcs az összes játékhoz. (Kivételt képeznek a Steam Mac-es változatán nem elérhető játékok.) - 2011. augusztus 14-ig a Minecraft ingyenesen játszhatóvá vált a csomagot megvásárlók számára. - Augusztus 1-jén a Steel Storm, augusztus 5-én pedig az Atom Zombie Smasher került a csomagba. |                                                                         |                                     |                            |                |
| Humble Frozen Synapse Bundle       | 2011. szeptember 28. és október 12. között | Frozen Synapse                                                          | Mode 7 Games                        | 2011                       | 1,11+ millió $ |
| Humble Frozen Synapse Bundle       | 2011. szeptember 28. és október 12. között | SpaceChem                                                               | Zachtronics Industries              | 2011                       | 1,11+ millió $ |
| Humble Frozen Synapse Bundle       | 2011. szeptember 28. és október 12. között | Trauma                                                                  | Krystian Majewski                   | 2010                       | 1,11+ millió $ |
| Humble Frozen Synapse Bundle       | - Akik az átlag feletti árat fizettek a csomagért, azok a Frozenbyte Bundle tartalmát is megkapták. - Steam és Desura kulcsok, a Splot és a Jack Claw játékokat leszámítva, a Trine című játékot pedig az OnLive rendszerén keresztül is elérhetővé tették. - Frozen Synapse mellé a játék zenei anyagát is megkapták a vásárlók. - Krystian Majewski TRAUMA című játéka szeptember 30-án került a csomagba. - A SpaceChem című játékot október 5-én adták hozzá, október 7-én pedig a zenei anyagát is elérhetővé tették. |                                                                         |                                     |                            |                |
| Humble Voxatron Debut              | 2011. október 31. és november 14. között | Blocks That Matter                                                      | Swing Swing Submarine               | 2011                       | 0,9+ millió $  |
| Humble Voxatron Debut              | 2011. október 31. és november 14. között | Gish                                                                    | Cryptic Sea                         | 2004                       | 0,9+ millió $  |
| Humble Voxatron Debut              | 2011. október 31. és november 14. között | The Binding of Isaac                                                    | Edmund McMillen és Florian Himsl    | 2011                       | 0,9+ millió $  |
| Humble Voxatron Debut              | 2011. október 31. és november 14. között | Chocolate Castle                                                        | Lexaloffle                          | 2007                       | 0,9+ millió $  |
| Humble Voxatron Debut              | 2011. október 31. és november 14. között | Jasper's Journeys                                                       | Lexaloffle                          | 2008                       | 0,9+ millió $  |
| Humble Voxatron Debut              | 2011. október 31. és november 14. között | Zen Puzzle Garden                                                       | Lexaloffle                          | 2010                       | 0,9+ millió $  |
| Humble Voxatron Debut              | 2011. október 31. és november 14. között | Voxatron                                                                | Lexaloffle                          | 2011 (alfa verzió)         | 0,9+ millió $  |
| Humble Voxatron Debut              | - Akik 2011. november 1. előtt vásárolták meg vagy az átlag feletti összeggel fizettek, azok megkapták a Blocks that Matter és a The Binding of Isaac játékokat. - 2011. november 9-én a csomag 4 játékkal bővült; a Gish c. játék mellett a Lexaloffle 3 minijátékát, a Jasper's Journey, a Chocolate Castle és a Zen Puzzle Garden c. játékot is elérhetővé tették. - A Blocks that Matter, a The Binding of Isaac és a Gish a Steam rendszerén keresztül is aktiválható. |                                                                         |                                     |                            |                |
| Humble Introversion Bundle         | 2011. november 22. és december 6. között | Aquaria                                                                 | Bit Blot                            | 2007                       | 0,77+ millió $ |
| Humble Introversion Bundle         | 2011. november 22. és december 6. között | Crayon Physics Deluxe                                                   | Kloonigames                         | 2009                       | 0,77+ millió $ |
| Humble Introversion Bundle         | 2011. november 22. és december 6. között | Darwinia                                                                | Introversion Software               | 2005                       | 0,77+ millió $ |
| Humble Introversion Bundle         | 2011. november 22. és december 6. között | DEFCON                                                                  | Introversion Software               | 2006                       | 0,77+ millió $ |
| Humble Introversion Bundle         | 2011. november 22. és december 6. között | Dungeons of Dredmor                                                     | Gaslamp Games                       | 2011                       | 0,77+ millió $ |
| Humble Introversion Bundle         | 2011. november 22. és december 6. között | Multiwinia                                                              | Introversion Software               | 2008                       | 0,77+ millió $ |
| Humble Introversion Bundle         | 2011. november 22. és december 6. között | Uplink                                                                  | Introversion Software               | 2001                       | 0,77+ millió $ |
| Humble Introversion Bundle         | 2011. november 22. és december 6. között | Voxel Tech Demo                                                         | Introversion Software               | Tech Demo                  | 0,77+ millió $ |
| Humble Introversion Bundle         | 2011. november 22. és december 6. között | City Generator Tech Demo                                                | Introversion Software               | Tech Demo                  | 0,77+ millió $ |
| Humble Introversion Bundle         | - Akik az átlag feletti árat fizettek a csomagért, azok megkapták az Aquaria és Crayon Physics Deluxe játékokat. A csomagban található játékok a Steam rendszerén keresztül is aktiválhatóak. (Ez a demó változatokra nem vonatkozik.) - A Voxel Tech Demo és City Generator Tech Demo csak Windows platformra érhető el. - Az Introversion az összes vásárló számára elérhetővé tette játékaik forráskódját. - A Dungeons of Dredmor november 29-én vált elérhetővé a csomag részeként az átlag feletti összeggel fizetők részére. |                                                                         |                                     |                            |                |
| Humble Indie Bundle 4              | 2011. december 13. és december 27. között | Bit.Trip Runner                                                         | Gaijin Games                        | 2011                       | 2,37+ millió $ |
| Humble Indie Bundle 4              | 2011. december 13. és december 27. között | Cave Story+                                                             | Nicalis                             | 2011                       | 2,37+ millió $ |
| Humble Indie Bundle 4              | 2011. december 13. és december 27. között | Gratuitous Space Battles                                                | Positech Games                      | 2009                       | 2,37+ millió $ |
| Humble Indie Bundle 4              | 2011. december 13. és december 27. között | Jamestown                                                               | Final Form Games                    | 2011                       | 2,37+ millió $ |
| Humble Indie Bundle 4              | 2011. december 13. és december 27. között | NightSky HD                                                             | Nicalis                             | 2011                       | 2,37+ millió $ |
| Humble Indie Bundle 4              | 2011. december 13. és december 27. között | Shank                                                                   | Klei Entertainment                  | 2010                       | 2,37+ millió $ |
| Humble Indie Bundle 4              | 2011. december 13. és december 27. között | Super Meat Boy                                                          | Team Meat                           | 2010                       | 2,37+ millió $ |
| Humble Indie Bundle 4              | - Akik átlag feletti összeggel fizettek, azok megkapták a Cave Story+ és a Gratuitous Space Battles játékokat. - Az összes játék aktiválható a Steam rendszerén keresztül. - December 16-án a csomagban szereplő összes játék zenei anyagát elérhetővé tették. - Akik December 20-a előtt vásárolták meg a csomagot, illetve akik utána az átlag felett fizettek érte, azok megkapták a Humble Indie Bundle 3 összeállítást, a Steel Storm és az Atom Zombie Smasher játékok kivételével. |                                                                         |                                     |                            |                |
| Humble Bundle for Android          | 2012. január 31. és február 14. között | Anomaly: Warzone Earth                                                  | 11 bit studios                      | 2011                       | 0,93+ millió $ |
| Humble Bundle for Android          | 2012. január 31. és február 14. között | Edge                                                                    | Mobigame                            | 2008                       | 0,93+ millió $ |
| Humble Bundle for Android          | 2012. január 31. és február 14. között | Osmos                                                                   | Hemisphere Games                    | 2009                       | 0,93+ millió $ |
| Humble Bundle for Android          | 2012. január 31. és február 14. között | World of Goo                                                            | 2D Boy                              | 2008                       | 0,93+ millió $ |
| Humble Bundle for Android          | 2012. január 31. és február 14. között | Toki Tori                                                               | Two Tribes                          | 2010                       | 0,93+ millió $ |
| Humble Bundle for Android          | - A World of Goo csak az átlag feletti összeget fizetőknek válik elérhetővé. - A játékok a Steam rendszerén keresztül is regisztrálhatóak, továbbá a vásárló Android operációs rendszerre is telepítheti őket. Ezek frissítéséről a Humble Bundle Android app nevű (egyelőre béta fázisban lévő) alkalmazás gondoskodik. - A vásárló a játékok zenei anyagát is letöltheti. - 2012. február 9-én a Toki Tori című játékkal bővült a csomag. |                                                                         |                                     |                            |                |
| Humble Bundle Mojam                | 2012. február 17 és 19 között | Catacomb Snatch                                                         | Mojang                              | 2012                       | 0,45+ millió $ |
| Humble Bundle Mojam                | 2012. február 17 és 19 között | Fists of Resistance                                                     | Oxeye Game Studios                  | 2012                       | 0,45+ millió $ |
| Humble Bundle Mojam                | 2012. február 17 és 19 között | The Broadside Express                                                   | Wolfire Games                       | 2012                       | 0,45+ millió $ |
| Humble Bundle Mojam                | - Mindhárom játék a bundle időtartama alatt készült. - A vásárló a Catacomb Snatch és a The Broadside Express zenei anyagát is letöltheti. |                                                                         |                                     |                            |                |
| Humble Bundle for Android 2        | 2012. március 19. és április 2. között | Avadon: The Black Fortress                                              | Spiderweb Software                  | 2011                       | 0,68+ millió $ |
| Humble Bundle for Android 2        | 2012. március 19. és április 2. között | Canabalt                                                                | Semi Secret Software                | 2009                       | 0,68+ millió $ |
| Humble Bundle for Android 2        | 2012. március 19. és április 2. között | Cogs                                                                    | Lazy 8 Studios                      | 2009                       | 0,68+ millió $ |
| Humble Bundle for Android 2        | 2012. március 19. és április 2. között | Zen Bound 2                                                             | Secret Exit                         | 2010                       | 0,68+ millió $ |
| Humble Bundle for Android 2        | 2012. március 19. és április 2. között | Snuggle Truck                                                           | Owlchemy Labs                       | 2012                       | 0,68+ millió $ |
| Humble Bundle for Android 2        | 2012. március 19. és április 2. között | Swords & Soldiers                                                       | Ronimo Games                        | 2009                       | 0,68+ millió $ |
| Humble Bundle for Android 2        | - A Swords & Soldiers csak az átlag feletti összeget fizetőknek válik elérhetővé. - A játékok a Steam rendszerén keresztül is regisztrálhatóak (leszámítva a Canabalt című alkotást), továbbá a vásárló Android operációs rendszerre is telepítheti őket. - A vásárló a Swords & Soldiers, a Canabalt és a Zen Bound 2 zenei anyagát is letöltheti. - 2012. március 26-án a Snuggle Truck című játékkal bővült a csomag. |                                                                         |                                     |                            |                |
| Humble Botanicula Debut            | 2012. április 19. és május 3. között | Botanicula                                                              | Amanita Design                      | 2012                       | 0,82+ millió $ |
| Humble Botanicula Debut            | 2012. április 19. és május 3. között | Machinarium                                                             | Amanita Design                      | 2009                       | 0,82+ millió $ |
| Humble Botanicula Debut            | 2012. április 19. és május 3. között | Samorost 2                                                              | Amanita Design                      | 2005                       | 0,82+ millió $ |
| Humble Botanicula Debut            | 2012. április 19. és május 3. között | Windosill                                                               | Vectorpark                          | 2009                       | 0,82+ millió $ |
| Humble Botanicula Debut            | 2012. április 19. és május 3. között | Kooky                                                                   | Jan Svěrák                          | 2010                       | 0,82+ millió $ |
| Humble Botanicula Debut            | - A Windosill és a Kooky című cseh akció-vígjáték csak az átlag feletti összeget fizetőknek válik elérhetővé. - Az 5 dollár feletti összeget fizetők a játékokhoz a Steam rendszerén keresztül aktiválható kulcsot kapnak. - A vásárló a Botanicula, a Machinarium és a Samorost 2 zenei anyagát is letöltheti. - 2012. április 26-án újabb bónuszokkal bővült a bundle: az összes vásárló a Kooky koncepciós rajzaiból, illetve a film forgatása során készült fényképekből álló csomagot kapott, továbbá a Botanicula pályáit ábrázoló képeket és egy művészeti albumot is letölthetett, valamint Tomáš Dvořák (Floex) Zorya és a DVA nevű cseh együttes HU című albumát is megkapta a vásárló. (előbbi a Machinarium, míg utóbbi a Botanicula zenéjét szerezte)                                                                          |                                                                         |                                     |                            |                |
| Humble Indie Bundle 5              | 2012. május 31. és június 14. között | Amnesia: The Dark Descent                                               | Frictional Games                    | 2010                       | 5,1+ millió $  |
| Humble Indie Bundle 5              | 2012. május 31. és június 14. között | LIMBO                                                                   | Playdead                            | 2010                       | 5,1+ millió $  |
| Humble Indie Bundle 5              | 2012. május 31. és június 14. között | Psychonauts                                                             | Double Fine Productions             | 2005                       | 5,1+ millió $  |
| Humble Indie Bundle 5              | 2012. május 31. és június 14. között | Superbrothers: Sword & Sworcery EP                                      | Capybara Games                      | 2011                       | 5,1+ millió $  |
| Humble Indie Bundle 5              | 2012. május 31. és június 14. között | Bastion                                                                 | Supergiant Games                    | 2011                       | 5,1+ millió $  |
| Humble Indie Bundle 5              | 2012. május 31. és június 14. között | Braid                                                                   | Number None                         | 2008                       | 5,1+ millió $  |
| Humble Indie Bundle 5              | 2012. május 31. és június 14. között | Lone Survivor                                                           | Superflat Games                     | 2012                       | 5,1+ millió $  |
| Humble Indie Bundle 5              | 2012. május 31. és június 14. között | Super Meat Boy                                                          | Team Meat                           | 2010                       | 5,1+ millió $  |
| Humble Indie Bundle 5              | - A Bastion, illetve annak zenéi csak az átlag feletti összeget fizetőknek vált elérhetővé. - A vásárló az Amnesia: The Dark Descent, a Limbo, a Psychonauts és a Sword & Sworcery EP zenei anyagát is letöltheti. - Az 1 dollár feletti összeget fizetők a játékokhoz a Steam rendszerén keresztül aktiválható kulcsot kapnak. - Akik 2012. június 7. előtt vásárolták meg vagy az átlag feletti összeggel fizettek, azok megkapták a Braid, a Super Meat Boy és a Lone Survivor játékokat. - Az összes játék aktiválható a Ubuntu Software Center rendszerén keresztül. |                                                                         |                                     |                            |                |
| Humble Music Bundle                | 2012. július 26. és augusztus 9. között | Album Raises New and Troubling Questions                                | They Might Be Giants                | 2011                       | 0,4+ millió $  |
| Humble Music Bundle                | 2012. július 26. és augusztus 9. között | Best of the Valkyria Chronicles                                         | Szakimoto Hitosi                    | 2012                       | 0,4+ millió $  |
| Humble Music Bundle                | 2012. július 26. és augusztus 9. között | Calling All Dawns                                                       | Christopher Tin                     | 2009                       | 0,4+ millió $  |
| Humble Music Bundle                | 2012. július 26. és augusztus 9. között | Favoritism                                                              | MC Frontalot                        | 2012                       | 0,4+ millió $  |
| Humble Music Bundle                | 2012. július 26. és augusztus 9. között | Jonathan Coulton's Greatest Hit (Plus 13 Other Songs)                   | Jonathan Coulton                    | 2012                       | 0,4+ millió $  |
| Humble Music Bundle                | 2012. július 26. és augusztus 9. között | Twelve Mixes of Four Songs                                              | OK Go                               | 2010                       | 0,4+ millió $  |
| Humble Music Bundle                | - A Twelve Mixes of Four Songs csak az átlag feletti összeget fizetőknek vált elérhetővé. - Bónusz tartalmak azok számára, akik augusztus 2. előtt vásárolták meg a csomagot vagy az átlag felett fizettek érte: a Valkyria Chronicles főcímdalának kottája, továbbá néhány válogatott dal Coulton, Frontalot és az OK Go együttes munkásságából, illetve három szám a Studio Alchemy God of Love című debütáló almbumáról. |                                                                         |                                     |                            |                |
| Humble Bundle for Android 3        | 2012. augusztus 15. és 29. között | Bit.Trip Beat                                                           | Gaijin Games                        | 2009                       | 0,82+ millió $ |
| Humble Bundle for Android 3        | 2012. augusztus 15. és 29. között | Fieldrunners                                                            | Subatomic Studios / Hands-On Mobile | 2008                       | 0,82+ millió $ |
| Humble Bundle for Android 3        | 2012. augusztus 15. és 29. között | SpaceChem                                                               | Zachtronics Industries              | 2011                       | 0,82+ millió $ |
| Humble Bundle for Android 3        | 2012. augusztus 15. és 29. között | Uplink                                                                  | Introversion Software               | 2001                       | 0,82+ millió $ |
| Humble Bundle for Android 3        | 2012. augusztus 15. és 29. között | Spirits                                                                 | Spaces of Play                      | 2010                       | 0,82+ millió $ |
| Humble Bundle for Android 3        | 2012. augusztus 15. és 29. között | Anomaly: Warzone Earth                                                  | 11 bit studios                      | 2011                       | 0,82+ millió $ |
| Humble Bundle for Android 3        | 2012. augusztus 15. és 29. között | Edge                                                                    | Mobigame & Two Tribes               | 2011                       | 0,82+ millió $ |
| Humble Bundle for Android 3        | 2012. augusztus 15. és 29. között | Osmos                                                                   | Hemisphere Games                    | 2009                       | 0,82+ millió $ |
| Humble Bundle for Android 3        | 2012. augusztus 15. és 29. között | World of Goo                                                            | 2D Boy                              | 2008                       | 0,82+ millió $ |
| Humble Bundle for Android 3        | - A Fieldrunners, a Bit.trip Beat, a SpaceChem és az Uplink zenéi minden vásárló számára elérhetőek voltak. - A Spirits és a játék zenei anyaga csak az átlag felett fizető vásárlók számára vált elérhetővé. - A SpaceChem és azUplink androidos változata tablet alapú rendszerekre lett tervezve. - Akik 2012. augusztus 22. előtt vásárolták meg vagy az átlag feletti összeget fizettek a csomagért, azok megkapták az Anomaly: Warzone Earth, az Edge az Osmos és a World of Goo játékokat. - Az összes játék aktiválható a Ubuntu Software Center rendszerén keresztül. |                                                                         |                                     |                            |                |
| Humble Indie Bundle 6              | 2012. szeptember 18. és október 2. között | Rochard                                                                 | Recoil Games                        | 2011                       | 2,05+ millió $ |
| Humble Indie Bundle 6              | 2012. szeptember 18. és október 2. között | Shatter                                                                 | Sidhe Interactive                   | 2009                       | 2,05+ millió $ |
| Humble Indie Bundle 6              | 2012. szeptember 18. és október 2. között | S.P.A.Z. (Space Pirates and Zombies)                                    | MinMax Games                        | 2011                       | 2,05+ millió $ |
| Humble Indie Bundle 6              | 2012. szeptember 18. és október 2. között | Torchlight                                                              | Runic Games                         | 2009                       | 2,05+ millió $ |
| Humble Indie Bundle 6              | 2012. szeptember 18. és október 2. között | Vessel                                                                  | Strange Loop Games                  | 2012                       | 2,05+ millió $ |
| Humble Indie Bundle 6              | 2012. szeptember 18. és október 2. között | Dustforce                                                               | Hitbox Team                         | 2012                       | 2,05+ millió $ |
| Humble Indie Bundle 6              | 2012. szeptember 18. és október 2. között | Bit.Trip Runner                                                         | Gaijin Games                        | 2010                       | 2,05+ millió $ |
| Humble Indie Bundle 6              | 2012. szeptember 18. és október 2. között | Gratuitous Space Battles                                                | Positech Games                      | 2009                       | 2,05+ millió $ |
| Humble Indie Bundle 6              | 2012. szeptember 18. és október 2. között | Jamestown: Legend of the Lost Colony                                    | Final Form Games                    | 2011                       | 2,05+ millió $ |
| Humble Indie Bundle 6              | 2012. szeptember 18. és október 2. között | Wizorb                                                                  | Tribute Games                       | 2012                       | 2,05+ millió $ |
| Humble Indie Bundle 6              | - A Dustforce csak az átlag feletti összeget fizetők számára vált elérhetővé. - A Vessel kivételével mindegyik játék zenéje letölthetővé vált a vásárlók számára. - A Vessel Mac és Linux változata a bundle kiadásakor nem volt elérhető, a Humble Bundle 72 órán belülre ígérte ezek hozzáadását. Ez azonban mostanáig még nem következett be a játék közben jelentkező renderelési problémák miatt. - Akik szeptember 25. előtt vásárolták vagy az átlag felett fizettek a csomagért, azok megkapták a Bit.Trip Runner, a Gratuitous Space Battles, a Jamestown és a Wizorb játékokat, valamint ezek zenéit. - Az összes játék aktiválható a Ubuntu Software Center rendszerén keresztül. |                                                                         |                                     |                            |                |
| Humble eBook Bundle                | 2012. október 9. és 22. között | Invasion                                                                | Mercedes Lackey                     | 2006                       | 1,2+ millió $  |
| Humble eBook Bundle                | 2012. október 9. és 22. között | Magic for Beginners                                                     | Kelly Link                          | 2005                       | 1,2+ millió $  |
| Humble eBook Bundle                | 2012. október 9. és 22. között | Pirate Cinema                                                           | Cory Doctorow                       | 2012                       | 1,2+ millió $  |
| Humble eBook Bundle                | 2012. október 9. és 22. között | Pump Six and Other Stories                                              | Paolo Bacigalupi                    | 2008                       | 1,2+ millió $  |
| Humble eBook Bundle                | 2012. október 9. és 22. között | Stranger Things Happen                                                  | Kelly Link                          | 2000                       | 1,2+ millió $  |
| Humble eBook Bundle                | 2012. október 9. és 22. között | Zoo City                                                                | Lauren Beukes                       | 2010                       | 1,2+ millió $  |
| Humble eBook Bundle                | 2012. október 9. és 22. között | Old Man’s War                                                           | John Scalzi                         | 2005                       | 1,2+ millió $  |
| Humble eBook Bundle                | 2012. október 9. és 22. között | Signal to Noise                                                         | Neil Gaiman és Dave McKean          | 1989-1992                  | 1,2+ millió $  |
| Humble eBook Bundle                | 2012. október 9. és 22. között | Penny Arcade Volume 1 – Attack of the Bacon Robots                      | Jerry Holkins and Mike Krahulik     | 2006                       | 1,2+ millió $  |
| Humble eBook Bundle                | 2012. október 9. és 22. között | Penny Arcade Volume 2 – Epic Legends Of The Magic Sword Kings           | Jerry Holkins and Mike Krahulik     | 2006                       | 1,2+ millió $  |
| Humble eBook Bundle                | 2012. október 9. és 22. között | Save Yourself, Mammal!: A Saturday Morning Breakfast Cereal Collection  | Zach Weinersmith                    | 2011                       | 1,2+ millió $  |
| Humble eBook Bundle                | 2012. október 9. és 22. között | The Most Dangerous Game: A Saturday Morning Breakfast Cereal Collection | Zach Weinersmith                    | 2011                       | 1,2+ millió $  |
| Humble eBook Bundle                | 2012. október 9. és 22. között | xkcd: Volume 0                                                          | Randall Munroe                      | 2010                       | 1,2+ millió $  |
| Humble eBook Bundle                | - A Signal to Noise és az Old Man’s War csak az átlag feletti összeget fizetők számára vált elérhetővé. - Akik október 16. előtt vásárolták meg vagy az átlag feletti összeget fizettek a csomagért azok megkapták a Penny Arcade, a Saturday Morning Breakfast Cereal, és az xkcd válogatást is. A többi könyvvel ellentétben, melyek PDF, MOBI, és EPUB formátumúak voltak, ez az öt, illetve a Signal to Noise csak PDF és HD PDF formátumban volt elérhető. |                                                                         |                                     |                            |                |
| Humble Bundle for Android 4        | 2012. november 8. és 22. között | Crayon Physics Deluxe                                                   | Kloonigames                         | 2009                       | 1,12 millió $  |
| Humble Bundle for Android 4        | 2012. november 8. és 22. között | Eufloria                                                                | Omni Systems                        | 2009                       | 1,12 millió $  |
| Humble Bundle for Android 4        | 2012. november 8. és 22. között | Splice                                                                  | Cipher Prime Studios                | 2012                       | 1,12 millió $  |
| Humble Bundle for Android 4        | 2012. november 8. és 22. között | Superbrothers: Sword & Sworcery EP                                      | Capybara Games                      | 2012                       | 1,12 millió $  |
| Humble Bundle for Android 4        | 2012. november 8. és 22. között | Waking Mars                                                             | Tiger Style Games                   | 2012                       | 1,12 millió $  |
| Humble Bundle for Android 4        | 2012. november 8. és 22. között | Machinarium                                                             | Amanita Design                      | 2009                       | 1,12 millió $  |
| Humble Bundle for Android 4        | 2012. november 8. és 22. között | Avadon: The Black Fortress                                              | Spiderweb Software                  | 2011                       | 1,12 millió $  |
| Humble Bundle for Android 4        | 2012. november 8. és 22. között | Canabalt                                                                | Semi Secret Software                | 2009                       | 1,12 millió $  |
| Humble Bundle for Android 4        | 2012. november 8. és 22. között | Cogs                                                                    | Lazy 8 Studios                      | 2009                       | 1,12 millió $  |
| Humble Bundle for Android 4        | 2012. november 8. és 22. között | Swords & Soldiers                                                       | Ronimo Games and Two Tribes B.V.    | 2009                       | 1,12 millió $  |
| Humble Bundle for Android 4        | 2012. november 8. és 22. között | Zen Bound 2                                                             | Secret Exit                         | 2010                       | 1,12 millió $  |
| Humble Bundle for Android 4        | - A Machinarium csak az átlag feletti összeget fizető vásárlók számára vált elérhetővé. - A vásárló megkapta az összes játék zenei anyagát is. - A Superbrothers androidos változata jelenleg béta fázisban van. - Akik november 15. előtt vásárolták meg vagy az átlag feletti összeget fizettek a csomagért azok megkapták az Avadon: The Black Fortress, a Canabalt, a Cogs, a Swords and Soldiers és a Zen Bound 2 játékokat. A Humble Bundle for Android 2 csomaghoz hasonlóan az összes játék zenéje is letölthetővé vált, leszámítva az Avadon zenei anyagát. |                                                                         |                                     |                            |                |
| Amnesia Fortnight                  | 2012. november 19. és december 21. között | Autonomous                                                              | Double Fine                         | 2012                       | 0,22 millió $  |
| Amnesia Fortnight                  | 2012. november 19. és december 21. között | Black Lake                                                              | Double Fine                         | 2012                       | 0,22 millió $  |
| Amnesia Fortnight                  | 2012. november 19. és december 21. között | Costume Quest                                                           | Double Fine                         | 2009                       | 0,22 millió $  |
| Amnesia Fortnight                  | 2012. november 19. és december 21. között | Hack n' Slash                                                           | Double Fine                         | 2012                       | 0,22 millió $  |
| Amnesia Fortnight                  | 2012. november 19. és december 21. között | Happy Song                                                              | Double Fine                         | 2007                       | 0,22 millió $  |
| Amnesia Fortnight                  | 2012. november 19. és december 21. között | Spacebase DF-9                                                          | Double Fine                         | 2012                       | 0,22 millió $  |
| Amnesia Fortnight                  | 2012. november 19. és december 21. között | The White Birch                                                         | Double Fine                         | 2012                       | 0,22 millió $  |
| Amnesia Fortnight                  | 2012. november 19. és december 21. között | Brazen                                                                  | Double Fine                         | 2011                       | 0,22 millió $  |
| Amnesia Fortnight                  | - A Costume Quest és a Happy Song a Costume Quest és Sesame Street: Once Upon a Monster prototípusai voltak. - Akik november 21. előtt vásárolták meg vagy az átlag felett fizettek a csomagért, azok megkapták a Brazen című játékot. A négy játékost támogató kooperatív lehetőség miatt a csomagba négy steamen aktiválható kulcs került. - Az összes 2012-es prototípus zenéje is bekerült a csomagba. - Az emberek csupán november 19. és 26. között szavazhattak. A másik két héten, november 26. és december 10. között a prototípusok fejlesztésének folyamatát követhették streamen a nézők, amik végül december 14-re készültek el és ezt követően még egy hétig volt megvásárolható a csomag. - A Double Fine összes prototípusa csak Windows és Steam platformon volt elérhető. - Összesen 75 065szavazat érkezett be hozzájuk. |                                                                         |                                     |                            |                |
| Humble THQ Bundle                  | 2012. november 29. és december 13. között | Company of Heroes                                                       | Relic Entertainment                 | 2006                       | 5,09+ millió $ |
| Humble THQ Bundle                  | 2012. november 29. és december 13. között | Company of Heroes: Opposing Fronts                                      | Relic Entertainment                 | 2007                       | 5,09+ millió $ |
| Humble THQ Bundle                  | 2012. november 29. és december 13. között | Company of Heroes: Tales of Valor                                       | Relic Entertainment                 | 2009                       | 5,09+ millió $ |
| Humble THQ Bundle                  | 2012. november 29. és december 13. között | Darksiders                                                              | Vigil Games                         | 2010                       | 5,09+ millió $ |
| Humble THQ Bundle                  | 2012. november 29. és december 13. között | Metro 2033                                                              | 4A Games                            | 2010                       | 5,09+ millió $ |
| Humble THQ Bundle                  | 2012. november 29. és december 13. között | Red Faction: Armageddon                                                 | Volition, Inc.                      | 2011                       | 5,09+ millió $ |
| Humble THQ Bundle                  | 2012. november 29. és december 13. között | Saints Row: The Third                                                   | Volition, Inc.                      | 2011                       | 5,09+ millió $ |
| Humble THQ Bundle                  | 2012. november 29. és december 13. között | Titan Quest                                                             | Iron Lore Entertainment             | 2006                       | 5,09+ millió $ |
| Humble THQ Bundle                  | 2012. november 29. és december 13. között | Warhammer 40,000: Dawn of War                                           | Relic Entertainment                 | 2004                       | 5,09+ millió $ |
| Humble THQ Bundle                  | - A Saints Row: The Third csak az átlag feletti összeget fizetők számára volt elérhető. - Az összest játékot THQ adta ki. - Az összes játékhoz steames kulcs tartozott és csak Windows platformon volt elérhető. Ezért a játékokért minimum 1 dollárt kellett fizetni, ez alatt csak a játékok zenéjét kaphatta meg a vásárló. - A Metro 2033 és a Tales of Valor kivételével az összes játék zenei anyaga elérhető volt. - Akik december 6. előtt vásárolták meg vagy az átlag felett fizettek a csomagért, azok megkapták a Titan Quest játékot és a Red Faction: Armageddon Path to War című letölthető tartalmát. - Akik december 10. előtt vásárolták meg vagy az átlag felett fizettek a csomagért, azok megkapták a Warhammer 40,000: Dawn of War: Game of the Year Edition változatát.                                              |                                                                         |                                     |                            |                |
| Humble Indie Bundle 7              | 2012. december 19. és 2013. január 3. között | Closure                                                                 | Eyebrow Interactive                 | 2012                       | 2,65+ millió $ |
| Humble Indie Bundle 7              | 2012. december 19. és 2013. január 3. között | Shank 2                                                                 | Klei Entertainment                  | 2012                       | 2,65+ millió $ |
| Humble Indie Bundle 7              | 2012. december 19. és 2013. január 3. között | Snapshot                                                                | Retro Affect                        | 2012                       | 2,65+ millió $ |
| Humble Indie Bundle 7              | 2012. december 19. és 2013. január 3. között | The Binding of Isaac                                                    | Edmund McMillen és Florian Himsl    | 2011                       | 2,65+ millió $ |
| Humble Indie Bundle 7              | 2012. december 19. és 2013. január 3. között | Indie Game: The Movie                                                   | BlinkWorks                          | 2012                       | 2,65+ millió $ |
| Humble Indie Bundle 7              | 2012. december 19. és 2013. január 3. között | Dungeon Defenders                                                       | Trendy Entertainment                | 2011                       | 2,65+ millió $ |
| Humble Indie Bundle 7              | 2012. december 19. és 2013. január 3. között | Legend of Grimrock                                                      | Almost Human                        | 2012                       | 2,65+ millió $ |
| Humble Indie Bundle 7              | 2012. december 19. és 2013. január 3. között | Cave Story+                                                             | Studio Pixel                        | 2011                       | 2,65+ millió $ |
| Humble Indie Bundle 7              | 2012. december 19. és 2013. január 3. között | Offspring Fling                                                         | KPULV                               | 2012                       | 2,65+ millió $ |
| Humble Indie Bundle 7              | 2012. december 19. és 2013. január 3. között | The Basement Collection                                                 | Edmund McMillen                     | 2012                       | 2,65+ millió $ |
| Humble Indie Bundle 7              | - A Closure, Shank 2, Indie Game: The Movie és Snaphot zenéi az összes vásárló számára elérhetőek voltak. - A The Binding of Isaac Wrath of the Lamb című letölthető tartalma is csomag részét képezte. - A Legend of Grimrock és Dungeon Defenders (illetve utóbbi összes letölthető tartalma) és azok zenei anyaga csak az átlag felett fizetők számára volt elérhető. - A Shank 2 Mac változata a csomag indulásakor még béta fázisban volt. - Akik december 27. előtt vásárolták meg vagy az átlag felett fizettek a csomagért, azok megkapták a Cave Story+, az Offspring Fling és a The Basement Collection játékokat, illetve ezek zenei anyagát. |                                                                         |                                     |                            |                |
| Humble Bundle Mojam 2              | 2013. február 20. és 23. között | Battle Frogs (theme: French Nuclear Starship)                           | Mojang                              | 2013                       | 0,51+ millió $ |
| Humble Bundle Mojam 2              | 2013. február 20. és 23. között | Endless Nuclear Kittens                                                 | Mojang                              | 2013                       | 0,51+ millió $ |
| Humble Bundle Mojam 2              | 2013. február 20. és 23. között | Nuclear Pizza War                                                       | Mojang                              | 2013                       | 0,51+ millió $ |
| Humble Bundle Mojam 2              | 2013. február 20. és 23. között | Nuke the Dinosaurs                                                      | Mojang                              | 2013                       | 0,51+ millió $ |
| Humble Bundle Mojam 2              | 2013. február 20. és 23. között | Daisy Moon (3918)                                                       | Oxeye Game Studio                   | 2013                       | 0,51+ millió $ |
| Humble Bundle Mojam 2              | 2013. február 20. és 23. között | Low-light (Nuclear Endless War)                                         | Wolfire Games                       | 2013                       | 0,51+ millió $ |
| Humble Bundle Mojam 2              | 2013. február 20. és 23. között | Space Hunk (Interplanetary Void)                                        | Ludosity                            | 2013                       | 0,51+ millió $ |
| Humble Bundle Mojam 2              | 2013. február 20. és 23. között | Tektonik                                                                | grapefrukt games                    | 2013                       | 0,51+ millió $ |
| Humble Bundle Mojam 2              | 2013. február 20. és 23. között | Wasteland Kings                                                         | Vlambeer                            | 2013                       | 0,51+ millió $ |
| Humble Bundle Mojam 2              | - Mind a nyolc játék a Humble Bundle Mojam 2 időtartama alatt készült el. |                                                                         |                                     |                            |                |
| Humble Bundle with Android 5       | 2013. március 5. és 19. között | Beat Hazard Ultra                                                       | Cold Beam Games                     | 2010                       | 1,46+ millió $ |
| Humble Bundle with Android 5       | 2013. március 5. és 19. között | Dungeon Defenders (plusz DLC)                                           | Trendy Entertainment                | 2011                       | 1,46+ millió $ |
| Humble Bundle with Android 5       | 2013. március 5. és 19. között | Dynamite Jack                                                           | Hassey Enterprises, Inc.            | 2012                       | 1,46+ millió $ |
| Humble Bundle with Android 5       | 2013. március 5. és 19. között | NightSky HD                                                             | Nicalis                             | 2011                       | 1,46+ millió $ |
| Humble Bundle with Android 5       | 2013. március 5. és 19. között | Solar 2                                                                 | Murudai                             | 2011                       | 1,46+ millió $ |
| Humble Bundle with Android 5       | 2013. március 5. és 19. között | Super Hexagon                                                           | Terry Cavanagh                      | 2012                       | 1,46+ millió $ |
| Humble Bundle with Android 5       | 2013. március 5. és 19. között | Crayon Physics Deluxe                                                   | Kloonigames                         | 2009                       | 1,46+ millió $ |
| Humble Bundle with Android 5       | 2013. március 5. és 19. között | Splice                                                                  | Cipher Prime                        | 2012                       | 1,46+ millió $ |
| Humble Bundle with Android 5       | 2013. március 5. és 19. között | Superbrothers: Sword & Sworcery EP                                      | Capybara Games                      | 2012                       | 1,46+ millió $ |
| Humble Bundle with Android 5       | - A Beat Hazard Ultra, a Solar 2 és a NightSky zenei anyaga minden vásárló számára elérhető volt, míg a Dungeon Defenders és a Super Hexagon esetében csak az átlag feletti összeget fizetők kapták meg. - Akik március 12. előtt vásárolták meg vagy az átlag felett fizettek a csomagért, azok megkapták a Splice, a Crayon Physics Deluxe és a Superbrothers: Sword & Sorcery EP játékokat. |                                                                         |                                     |                            |                |
| Humble Weekly Sale: Bastion        | 2013. március 19. és 26. között | Bastion                                                                 | Supergiant Games                    | 2011                       | 0,21+ millió $ |
| Humble Weekly Sale: Bastion        | - Akik az átlag felett fizettek a csomagért, azok megkapták a játék zenei anyagát, egy digitális művészeti albumot, számos kottát a játék zenéihez, illetve a játékot idéző csengőhangokat. - Akik 25 dollárnál többet fizettek, azok egy Bastion stílusú fejkendőt, a játék zenei anyagát tartalmazó CD-t, illetve Bastion és Transistor témájú (a fejlesztők következő játéka) képeslapokat kaptak. |                                                                         |                                     |                            |                |
| Humble Weekly Sale: THQ Games      | 2013. március 26. és április 2. között | Darksiders                                                              | Vigil Games                         | 2010                       | 0,44+ millió $ |
| Humble Weekly Sale: THQ Games      | 2013. március 26. és április 2. között | Red Faction: Armageddon                                                 | Volition, Inc.                      | 2011                       | 0,44+ millió $ |
| Humble Weekly Sale: THQ Games      | 2013. március 26. és április 2. között | Darksiders 2                                                            | Vigil Games                         | 2012                       | 0,44+ millió $ |
| Humble Weekly Sale: THQ Games      | 2013. március 26. és április 2. között | Red Faction: Guerrilla                                                  | Volition, Inc.                      | 2009                       | 0,44+ millió $ |
| Humble Weekly Sale: THQ Games      | - Akik az átlag felett fizettek a csomagért, azok megkapták a Darksiders 2 játékot és zenei anyagát, illetve a Red Faction: Guerrilla című játékot. - A játékok csak Windows platformon voltak elérhetőek, steam kulcsot csak az 1 dollár összeget kifizető vásárlók kaptak, ezen összeg alatt csak a játékok zenei anyagát vehette meg a vásárló. - A vásárlók megkapták a Darksiders és a Red Faction: Armageddon zenei anyagát, illetve a Red Faction: Armageddon "Path to War" DLC-t. |                                                                         |                                     |                            |                |
| Humble Mobile Bundle               | 2013. március 26. és április 9. között | Anomaly Korea                                                           | 11Bit Studios                       | 2013                       | 0,68+ millió $ |
| Humble Mobile Bundle               | 2013. március 26. és április 9. között | Bladeslinger                                                            | Kerosene Games                      | 2013                       | 0,68+ millió $ |
| Humble Mobile Bundle               | 2013. március 26. és április 9. között | Contre Jour                                                             | Mokus                               | 2011                       | 0,68+ millió $ |
| Humble Mobile Bundle               | 2013. március 26. és április 9. között | Plants vs. Zombies                                                      | PopCap Games                        | 2011                       | 0,68+ millió $ |
| Humble Mobile Bundle               | 2013. március 26. és április 9. között | Metal Slug 3                                                            | SNK                                 | 2012                       | 0,68+ millió $ |
| Humble Mobile Bundle               | 2013. március 26. és április 9. között | The Room                                                                | Fireproof Games                     | 2013                       | 0,68+ millió $ |
| Humble Mobile Bundle               | 2013. március 26. és április 9. között | Another World                                                           | DotEmu                              | 2012                       | 0,68+ millió $ |
| Humble Mobile Bundle               | 2013. március 26. és április 9. között | Funky Smugglers                                                         | 11 Bit Studios                      | 2012                       | 0,68+ millió $ |
| Humble Mobile Bundle               | 2013. március 26. és április 9. között | Raiden Legacy                                                           | DotEmu                              | 2012                       | 0,68+ millió $ |
| Humble Mobile Bundle               | - Ez volt az első olyan csomag, amelynél a vásárlók csupán Android operációs rendszerre kapták meg a játékokat, PC, Mac és Linux változatot nem mellékeltek. - A Contre Jour kivételével minden vásárló megkapta a játékok zenei anyagát. A The Room és a Metal Slug 3, illetve ezen játékok zenei anyaga az átlag feletti összeget fizető vásárlók számára vált elérhetővé. - Akik április 2. előtt vásárolták meg vagy az átlag felett fizettek a csomagért, azok megkapták aFunky Smugglers, a Raiden Legacy és az Another World játékokat. |                                                                         |                                     |                            |                |
| Humble Weekly Sale: Tripwire Games | 2013. április 2. és 9. között | Red Orchestra: Ostfront 41-45                                           | Tripwire Interactive                | 2006                       | 0,36+ millió $ |
| Humble Weekly Sale: Tripwire Games | 2013. április 2. és 9. között | Red Orchestra 2: Heroes of Stalingrad: Game of the Year Edition         | Tripwire Interactive                | 2011                       | 0,36+ millió $ |
| Humble Weekly Sale: Tripwire Games | 2013. április 2. és 9. között | Killing Floor                                                           | Tripwire Interactive                | 2009                       | 0,36+ millió $ |
| Humble Weekly Sale: Tripwire Games | - A Killing Floor, annak minden elérhető DLC-je, illetve a játék zenei anyaga csak az átlag feletti összeget fizetők számára volt elérhető. - A játékok csak Windows platformon voltak elérhetőek, steam kulcsot csak az 1 dollár összeget kifizető vásárlók kaptak, ezen összeg alatt csak a játékok zenei anyagát vehette meg a vásárló. - A csomag több, 3 illetve 10 napos kipróbálási lehetőséget biztosító Steames meghívót (guest pass) tartalmazott. |                                                                         |                                     |                            |                |
| Humble Weekly Sale: Alan Wake      | 2013. május 22. és 29. között | Alan Wake                                                               | Remedy Entertainment                | 2010                       | 0,64+ millió $ |
| Humble Weekly Sale: Alan Wake      | 2013. május 22. és 29. között | Alan Wake's American Nightmare                                          | Remedy Entertainment                | 2012                       | 0,64+ millió $ |
| Humble Weekly Sale: Alan Wake      | - Mindkét játék Windows platformra volt elérhető, steam kulcs, illetve közvetlen letöltés formájában. - A vásárlók számos plusz tartalmat is kaptak a játékok zenei anyagán felül, például videókat a játékok készítéséről, háttérképeket, kottákat és képregényeket is. - Ez volt az első olyan csomag, mely nem biztosított semmilyen bónuszt az átlag felett fizető vásárlóknak. |                                                                         |                                     |                            |                |
| Humble Indie Bundle 8              | 2013. május 28. és június 11. között | Awesomenauts                                                            | Ronimo Games                        | 2012                       | -              |
| Humble Indie Bundle 8              | 2013. május 28. és június 11. között | Capsized                                                                | Alientrap                           | 2011                       | -              |
| Humble Indie Bundle 8              | 2013. május 28. és június 11. között | Dear Esther                                                             | thechineseroom                      | 2012                       | -              |
| Humble Indie Bundle 8              | 2013. május 28. és június 11. között | Little Inferno                                                          | Tomorrow Corporation                | 2012                       | -              |
| Humble Indie Bundle 8              | 2013. május 28. és június 11. között | Thomas Was Alone                                                        | Mike Bithell                        | 2012                       | -              |
| Humble Indie Bundle 8              | 2013. május 28. és június 11. között | Hotline Miami                                                           | Dennaton Games                      | 2012                       | -              |
| Humble Indie Bundle 8              | 2013. május 28. és június 11. között | Proteus                                                                 | Ed Key and David Kanaga             | 2012                       | -              |
| Humble Indie Bundle 8              | 2013. május 28. és június 11. között | English Country Tune                                                    | increpare                           | 2011                       | -              |
| Humble Indie Bundle 8              | 2013. május 28. és június 11. között | Intrusion 2                                                             | VAP Games                           | 2012                       | -              |
| Humble Indie Bundle 8              | 2013. május 28. és június 11. között | Oil Rush                                                                | Unigine Corp                        | 2012                       | -              |
| Humble Indie Bundle 8              | 2013. május 28. és június 11. között | Tiny & Big in Grandpa’s Leftovers                                       | Black Pants Studio                  | 2012                       | -              |
| Humble Indie Bundle 8              | - A vásárló megkapta a Dear Esther, a Thomas Was Alone, a Capsized, az Awesomenauts és a Little Inferno játékok zenei anyagát. - A Hotline Miami és a Proteus, illetve ezen játékok zenei anyaga csak az átlag feletti összeget fizető vásárlók számára volt elérhető. - Akik június 4. előtt vásárolták meg vagy az átlag felett fizettek a csomagért, azok megkapták a Tiny & Big in Grandpa's Leftovers, az Intrusion 2, az English Country Tune és az Oil Rush játékokat, illetve ezek zenei anyagát. |                                                                         |                                     |                            |                |
| Humble Weekly Sale: Telltale Games | 2013. május 30. és június 6. között | Back to the Future: The Game                                            | Telltale Games                      | 2010                       | -              |
| Humble Weekly Sale: Telltale Games | 2013. május 30. és június 6. között | Hector: Badge of Carnage                                                | Telltale Games                      | 2011                       | -              |
| Humble Weekly Sale: Telltale Games | 2013. május 30. és június 6. között | Nelson Tethers: Puzzle Agent és Puzzle Agent 2                          | Telltale Games                      | 2010–2011                  | -              |
| Humble Weekly Sale: Telltale Games | 2013. május 30. és június 6. között | Poker Night at the Inventory                                            | Telltale Games                      | 2010                       | -              |
| Humble Weekly Sale: Telltale Games | 2013. május 30. és június 6. között | Sam & Max: The Devil's Playhouse                                        | Telltale Games                      | 2010                       | -              |
| Humble Weekly Sale: Telltale Games | 2013. május 30. és június 6. között | Wallace and Gromit's Grand Adventures                                   | Telltale Games                      | 2009                       | -              |
| Humble Weekly Sale: Telltale Games | 2013. május 30. és június 6. között | The Walking Dead                                                        | Telltale Games                      | 2012                       | -              |
| Humble Weekly Sale: Telltale Games | - A vásárló megkapta a Nelson Tethers: Puzzle Agent és a Hector: Badge of Carnage játékok zenei anyagát. - A The Walking Dead csak steames változatban volt elérhető az átlag feletti összeget fizető vásárlók számára. - A Wallace and Gromit csak Windows platformra volt elérhető. |                                                                         |                                     |                            |                |